# Hunter Yeany
Hunter Yeany (Virginia Beach, Estados Unidos; 11 de mayo de 2005) es un piloto de automovilismo estadounidense. Fue campeón del Campeonato de Estados Unidos de Fórmula 4 en 2020 y compitió en el Campeonato de Fórmula 3 de la FIA de 2021 a 2023, anunciando en la ronda de Silverstone que no volvería a disputar la categoría debido a circunstancias imprevistas.

## Carrera

### Inicios
La carrera en el karting de Yeany fue predominantemente en los Estados Unidos, en donde terminó 13 ° en 2019 SKUSA SuperNationals XX11 - KA100 Junior Class by RLV. 

### Fórmula 4
En 2020, Yeany hizo su debut en un monoplaza en el Campeonato de Estados Unidos de Fórmula 4 con Velocity Racing Development, junto a Kyffin Simpson y Erik Evans.
Dominó el campeonato, obteniendo 7 victorias y 14 podios en 15 carreras en su camino para convertirse en el ganador más joven de una serie de Fórmula 4. Su temprano logro del título lo llevó a saltarse la ronda final en el Circuito de las Américas. En general, terminó 58 puntos por delante del segundo en la clasificación.

### Fórmula 3

#### 2021
Para la cuarta ronda del Campeonato GB3 de 2021, Yeany se unió a Fortec Motorsport, junto con Roberto Faria y Mikkel Grundtvig. El estadounidense obtuvo los puestos octavo y decimoquinto en las dos primeras carreras respectivamente, y logró su primer podio en una pista europea con el tercer lugar en la carrera de parrilla invertida el domingo.
En agosto de 2021, se anunció que Yeany se uniría al Campeonato de Fórmula 3 de la FIA en la ronda de Spa-Francorchamps, reemplazando a Enzo Fittipaldi, que se dirigía a la Fórmula 2, en Charouz Racing System. Logró un mejor resultado de carrera del decimoctavo lugar en dos rondas. Se perdió la ronda final debido a compromisos contrapuestos con el Campeonato de Fórmula Regional de las Américas y fue reemplazado por Ayrton Simmons.

#### 2022
Yeany participó en la prueba de postemporada de 2021 en el Circuito Ricardo Tormo con Campos Racing. En enero de 2022, el equipo anunció que Yeany conduciría para ellos en la temporada 2022.

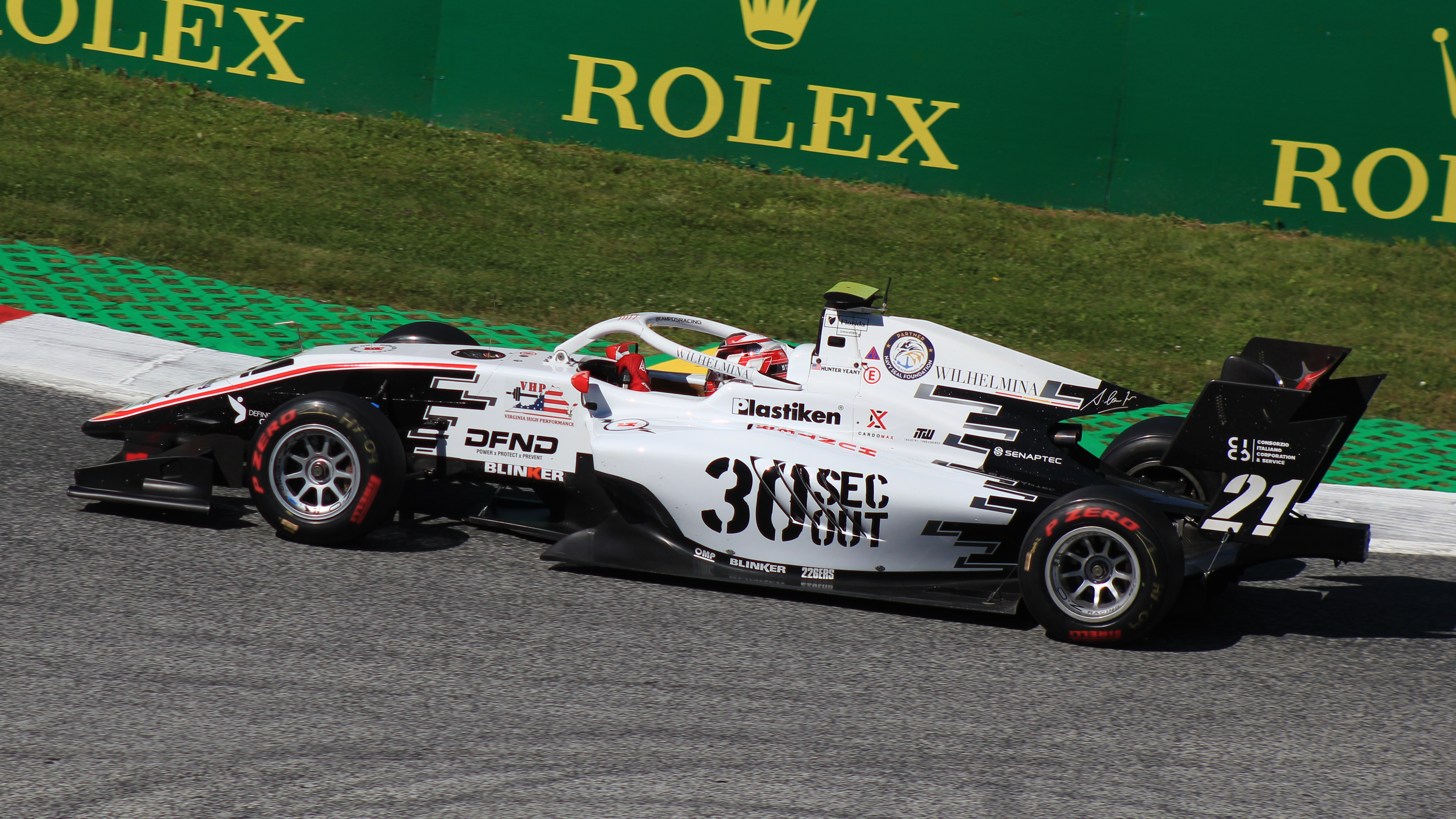
Yeany en el Red Bull Ring, 2022.

En la ronda de Spielberg, durante la carrera de velocidad, Yeany se lesionó la muñeca al hacer contacto con un rival. Se las arregló para continuar y terminar 21.º. Sin embargo, debido a su lesión, se vio obligado a retirarse de la carrera principal. Finalmente, también tuvo que perderse la ronda de Budapest y fue reemplazado por Oliver Goethe.
También se perdió la ronda de Zandvoort y fue reemplazado por Sebastian Montoya. Yeany hizo su regreso en la ronda final en Monza y terminó las carreras 24 y 17. Yeany no logró sumar puntos y terminó 33.º en el campeonato, con un mejor resultado de 16.º.
A finales de septiembre, Yeany participó en el test de postemporada con Carlin, los días 1 y 3 en Jerez.

#### 2023
El 19 de diciembre de 2022, se anunció que Yeany conduciría para Rodin Carlin en la temporada 2023.

## Resumen de carrera
| Temporada | Categoría                                      | Equipo                      | Carreras | Victorias | Poles | VR | Podios | Puntos | Pos. |
| --------- | ---------------------------------------------- | --------------------------- | -------- | --------- | ----- | -- | ------ | ------ | ---- |
| 2020      | Campeonato de Estados Unidos de Fórmula 4      | Velocity Racing Development | 15       | 7         | 1     | 6  | 14     | 285    | 1.º  |
| 2020      | Campeonato de Fórmula Regional de las Américas | Velocity Racing Development | 3        | 0         | 0     | 0  | 0      | 0      | NC†  |
| 2021      | Campeonato de Fórmula Regional de las Américas | Velocity Racing Development | 12       | 0         | 1     | 0  | 0      | 67     | 12.º |
| 2021      | Indy Pro 2000                                  | Velocity Racing Development | 8        | 0         | 0     | 0  | 0      | 79     | 14.º |
| 2021      | Campeonato de Fórmula 3 de la FIA              | Charouz Racing System       | 6        | 0         | 0     | 0  | 0      | 0      | 33.º |
| 2021      | Campeonato GB3                                 | Fortec Motorsport           | 3        | 0         | 0     | 0  | 1      | 36     | 24.º |
| 2022      | Campeonato de Fórmula 3 de la FIA              | Campos Racing               | 11       | 0         | 0     | 0  | 0      | 0      | 33.º |
| 2023      | Campeonato de Fórmula 3 de la FIA              | Rodin Carlin                | 10       | 0         | 0     | 0  | 0      | 0      | 30.º |
| 2024      | Campeonato USF Pro 2000                        | TJ Speed Motorsports        | 8        | 1         | 1     | 0  | 3      | 148    | 14.º |
| Fuente:   |                                                |                             |          |           |       |    |        |        |      |

## Resultados

### Indy Pro 2000
(Clave) (negrita indica pole position) (cursiva indica vuelta rápida puntuable)

| Año  | Equipo                      | 1      | 2      | 3      | 4      | 5   | 6   | 7   | 8   | 9     | 10    | 11     | 12     | 13  | 14   | 15   | 16   | 17  | 18  | Pos. | Puntos |
| ---- | --------------------------- | ------ | ------ | ------ | ------ | --- | --- | --- | --- | ----- | ----- | ------ | ------ | --- | ---- | ---- | ---- | --- | --- | ---- | ------ |
| 2021 | Velocity Racing Development | BAR 10 | BAR 12 | STP 16 | STP 12 | IMS | IMS | IMS | IRP | ROA 8 | ROA 8 | MOH 11 | MOH 12 | GTW | NJMP | NJMP | NJMP | MOH | MOH | 14.º | 79     |

### Campeonato de Fórmula 3 de la FIA
(Clave) (negrita indica pole position) (cursiva indica vuelta rápida puntuable)

| Año  | Escudería             | 1   | 1   | 1   | 2   | 2   | 2   | 3   | 3   | 3   | 4   | 4   | 4   | 5   | 5   | 5   | 6   | 6   | 6   | 7   | 7   | 7   | Pos. | Puntos | Ref.   |
| ---- | --------------------- | --- | --- | --- | --- | --- | --- | --- | --- | --- | --- | --- | --- | --- | --- | --- | --- | --- | --- | --- | --- | --- | ---- | ------ | ------ |
| 2021 | Charouz Racing System | BAR | BAR | BAR | LEC | LEC | LEC | SPI | SPI | SPI | BUD | BUD | BUD | SPA | SPA | SPA | ZAN | ZAN | ZAN | SOC | SOC | SOC | 33.º | 0      | [ 19 ] |
| 2021 | Charouz Racing System |     |     |     |     |     |     |     |     |     |     |     |     | 18  | 26  | NC  | Ret | 23  | 22  |     |     |     | 33.º | 0      | [ 19 ] |

| Año  | Escudería     | 1   | 1   | 2   | 2   | 3   | 3   | 4   | 4   | 5   | 5   | 6   | 6   | 7   | 7   | 8   | 8   | 9   | 9   | Pos. | Puntos | Ref.   |
| ---- | ------------- | --- | --- | --- | --- | --- | --- | --- | --- | --- | --- | --- | --- | --- | --- | --- | --- | --- | --- | ---- | ------ | ------ |
| 2022 | Campos Racing | SAK | SAK | IMO | IMO | BAR | BAR | SIL | SIL | SPI | SPI | BUD | BUD | SPA | SPA | ZAN | ZAN | MNZ | MNZ | 33.º | 0      | [ 20 ] |
| 2022 | Campos Racing | 23  | 21  | 17  | 16  | 27  | 26  | 16  | 19  | 22  | WD  |     |     |     |     |     |     | 24  | 17  | 33.º | 0      | [ 20 ] |
| 2023 | Rodin Carlin  | SAK | SAK | MEL | MEL | MON | MON | BAR | BAR | SPI | SPI | SIL | SIL | BUD | BUD | SPA | SPA | MNZ | MNZ | 30.º | 0      | [ 21 ] |
| 2023 | Rodin Carlin  | 20  | 22  | 22  | 17  | 27  | 20  | 16  | Ret | 19  | 21  |     |     |     |     |     |     |     |     | 30.º | 0      | [ 21 ] |